# Máy làm đá

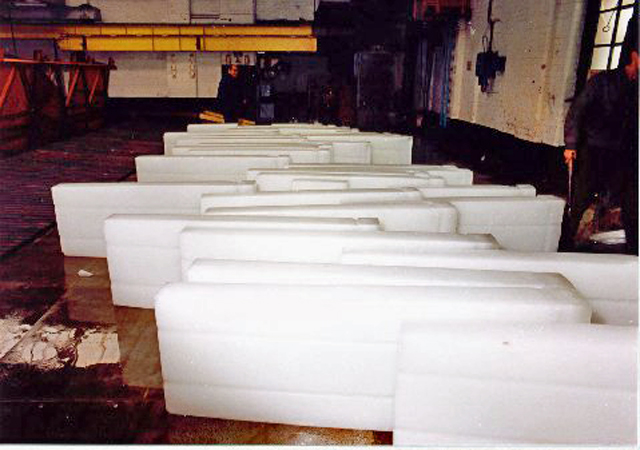
Khối đá chế tạo tại Nhà máy đá Grimsby trước khi bị nghiền nát, 1990

Máy làm đá hoặc máy chế tạo đá là một thiết bị làm đá lạnh với số lượng đá lớn hơn, và có kích thước khối đá lớn hơn so với tủ lạnh; một thiết bị hoạt động độc lập sản xuất nước đá hoặc một máy công nghiệp tự động sản xuất nước đá trên quy mô lớn.
Trên thực tế, các máy tạo băng là một phần của máy sản xuất đá. Máy này bao gồm các thiết bị bay hơi và bất kỳ thiết bị điều khiển khung giữ có liên quan trực tiếp với việc làm và đẩy đá đã đông vào một kho lưu trữ. Hầu hết mọi người nói tới máy làm đá, họ nói đến hệ thống phụ tự làm đá này.
Một máy nước đá, đặc biệt nếu mô tả là "đóng gói", thường sẽ là một hệ thống hoàn chỉnh bao gồm cả tủ lạnh và bộ phận điều khiển, chỉ yêu cầu nối điện và cung cấp nguồn nước là hoạt động.
Thuật ngữ làm đá khá là mơ hồ, với một số nhà sản xuất mô tả máy đóng gói nước đá của họ như là một máy làm đá, trong khi những người khác mô tả tủ lạnh của họ theo cách này.

## Lịch sử
Trong năm 1748, điện lạnh nhân tạo đầu tiên được biết đến đã được chứng minh bởi William Cullen tại Đại học Glasgow.
Trong năm 1844, nhà vật lý người Mỹ, John Gorrie, xây dựng một tủ lạnh dựa trên thiết kế Oliver Evans 'để làm nước đá làm mát không khí cho bệnh nhân sốt vàng da của mình.
Trong năm 1851, John Gorrie được trao bằng sáng chế US 8080 cho một máy tạo đá.
Trong năm 1853, Alexander Twining đã được trao bằng sáng chế US 10221 cho một máy làm đá. Trong năm 1855, James Harrison nhận bằng sáng chế tương tự cho một máy làm đá tại Úc.
Năm 1867, Andrew Muhl xây dựng một nhà máy làm đá tại San Antonio, Texas, để giúp mở rộng phục vụ ngành công nghiệp thịt bò trước khi di chuyển nó đến Waco năm 1871. Năm 1873, bằng sáng chế cho máy này đã được ký hợp đồng với Columbus Iron Works, là nhà sản xuất băng thương mại đầu tiên của thế giới. William Riley Brown từng là chủ tịch của hãng và George Jasper Vàng từng là giám đốc. Năm 1902, gia đình Teague của Montgomery đã mua quyền kiểm soát công ty. Quảng cáo cuối cùng của họ trong Ice and Refrigeration xuất hiện tháng 3 năm 1904. Năm 1925, quyền kiểm soát tại Columbus Iron Works truyền từ gia đình Teague cho WC Bradely của W.C. Bradley, Co.

## Nguyên tắc làm đá
Tất cả thiết bị làm lạnh gồm bốn thành phần chính: các thiết bị bay hơi, bình ngưng, máy nén, và van tiết lưu. Máy làm đá hoạt động theo cách tương tự. Các chức năng của máy nén là để nén áp suất thấp làm lạnh hơi với hơi áp suất cao, và cung cấp cho bình ngưng. Ở đây, hơi áp suất cao được ngưng tụ thành chất lỏng áp suất cao, và để ráo nước ra qua van tiết lưu để trở thành chất lỏng áp suất thấp. Tại thời điểm này, chất lỏng được thực hiện để các thiết bị bay hơi, nơi mà nhiệt trao đổi xảy ra, và đá được tạo ra. Đây là một chu kỳ làm lạnh hoàn chỉnh.

## Máy làm đá thương mại

### Máy làm đá tự động

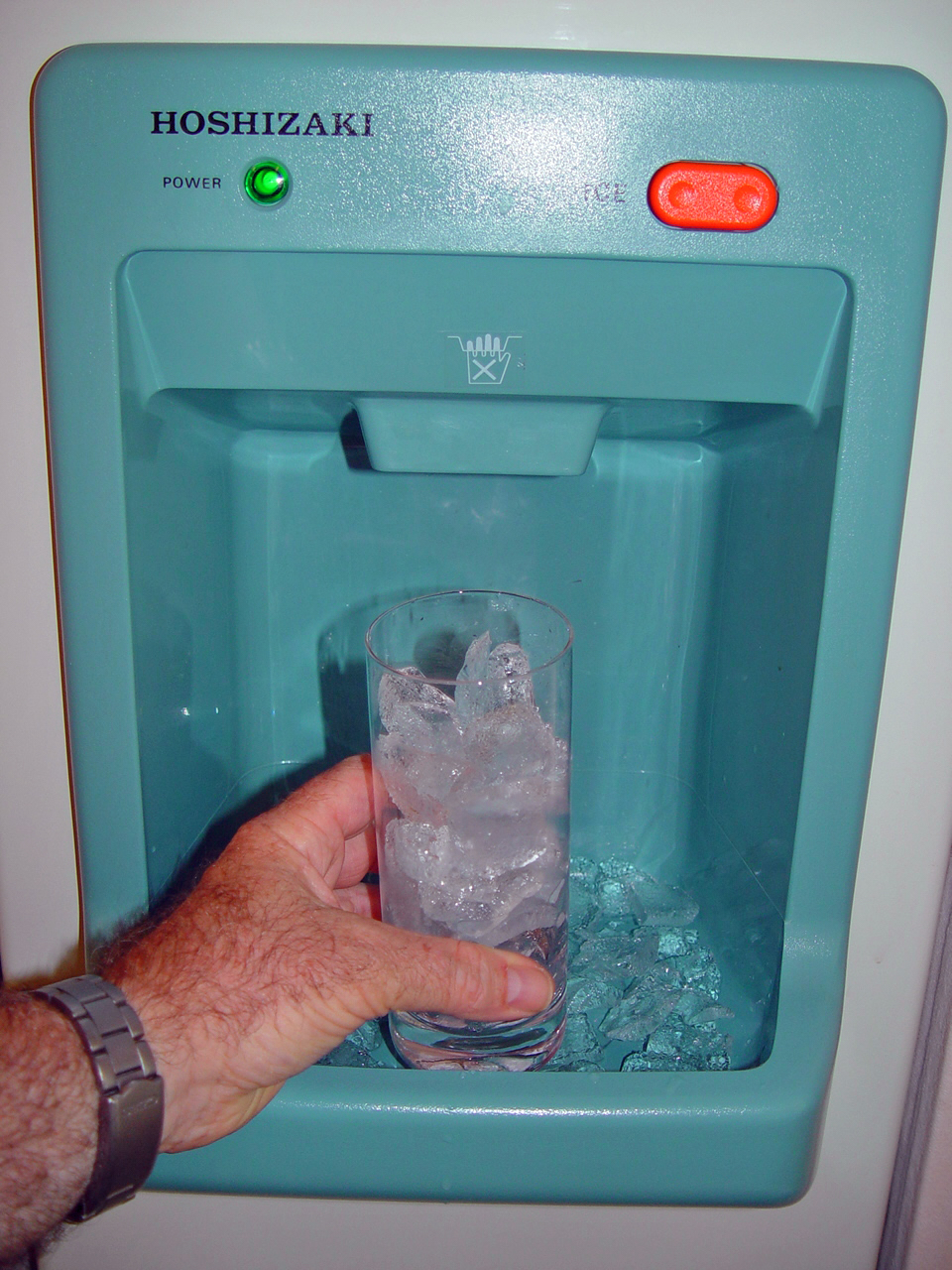
Máy làm đá (trong khách sạn)

Máy làm đá tự động cho gia đình đầu tiên được cung cấp bởi công ty Servel khoảng năm 1953. Chúng thường được tìm thấy bên trong ngăn đá tủ lạnh. Họ sản xuất đá viên hình lưỡi liềm từ một khuôn kim loại. Một bộ đếm thời gian điện hoặc điện tử đầu tiên mở một van solenoid cho một vài giây, cho phép các khuôn để lấp đầy với nước từ các nguồn cung cấp nước lạnh trong nước. Các bộ đếm thời gian sau đó đóng các van và cho phép đóng băng nước đá khoảng 30 phút. Sau đó, bộ hẹn giờ bật một công suất thấp yếu tố nhiệt điện bên trong các khuôn mẫu cho một vài giây, để làm tan chảy khối băng hơi vì vậy họ sẽ không dính vào khuôn. Cuối cùng, bộ đếm thời gian chạy một cánh tay xoay muỗng rằng các khối đá ra khỏi khuôn vào một thùng, và chu kỳ lặp đi lặp lại. Nếu thùng chứa đầy nước đá, băng đẩy lên một cánh tay dây, tắt làm đá cho đến khi mực nước đá trong thùng đi xuống một lần nữa. Người dùng cũng có thể nâng lên cánh tay dây bất cứ lúc nào để ngăn chặn việc sản xuất nước đá.
Các nhà sản xuất nước đá bỏ đá vào một thùng trong ngăn đá, người sử dụng đã phải mở cửa tủ lạnh để có được đá. Năm 1965, Frigidaire giới thiệu máy làm đá phân phối từ mặt trước của cửa tủ đông. Trong các mô hình này, nhấn một kính chống lại một cái nôi ở bên ngoài cửa chạy một động cơ, mà biến một máy khoan trong bin và mang viên đá vào ly. Hầu hết các máy rút có thể tùy chọn tuyến đường băng qua một cơ chế nghiền để cung cấp đá bào. Một số máy rút cũng có thể phân chia nước lạnh.

### Máy làm đá cầm tay

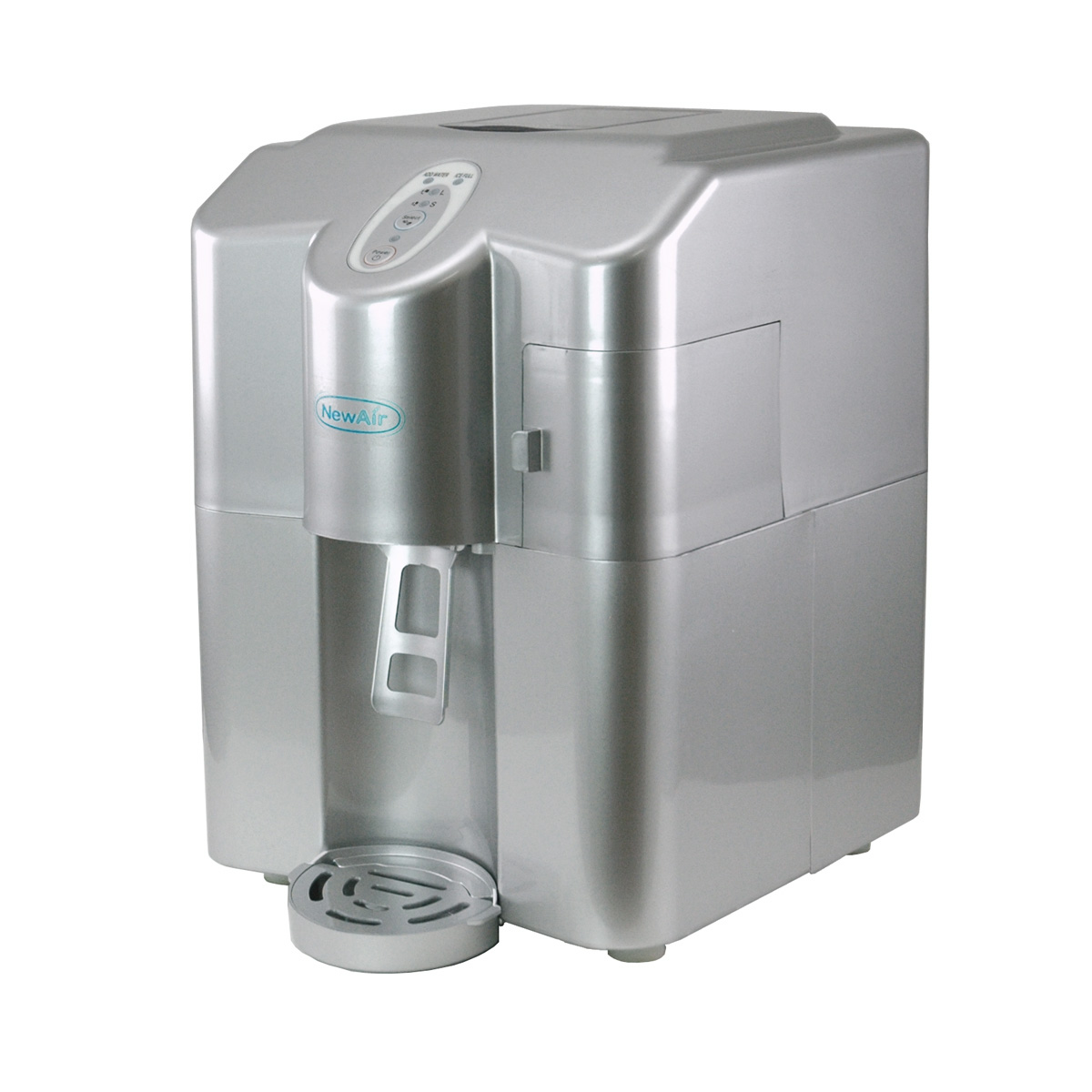
Máy làm đá di động (cho gia đình)

Máy làm đá di động có thể phù hợp trên một mặt bàn. Máy làm đá di động nhỏ và làm đá nhanh nhất trên thị trường. Các băng được sản xuất bởi một bị làm đá di động hình đạn và có nhiều mây, xuất hiện mờ đục. Các lô đầu tiên của nước đá có thể được thực hiện trong vòng 10 phút. Nước được bơm vào bồn nhỏ với chốt kim loại ngâm trong nước. Các chốt có một hệ thống làm mát và sưởi ấm bên trong mà đóng băng các nước xung quanh họ và sau đó nóng lên vì vậy các băng trượt khỏi khung và rơi vào thùng chứa. Máy làm đá di động sẽ không giữ đá khỏi tan chảy, nhưng thiết bị này sẽ tái chế nước để làm đá.

### Máy làm đá trong và dựng đứng
Máy làm đá xây dựng trong được thiết kế để phù hợp cho nhà bếp hoặc quầy bar, nhưng chúng có thể được sử dụng như là đơn vị đứng độc lập. Họ sản xuất đá lưỡi liềm như đá làm từ tủ lạnh. Đá có nhiều mây và đục thay vì rõ ràng, bởi vì các nước đang đóng băng nhanh hơn trong khối rõ ràng. Trong quá trình này, các bong bóng khí nhỏ bị mắc kẹt, gây ra sự xuất hiện của mây băng.

## Máy làm đá công nghiệp
Các nhà sản xuất đá viên thương mại cải thiện chất lượng nước đá bằng cách sử dụng nước chuyển động. Các nước đang chạy xuống một bề mặt liên tục tại 0 °C (32 °F) vì chỉ có nước mà không có tạp chất sẽ đóng băng ở nhiệt độ này trên một bề mặt. Nước với các tạp chất đòi hỏi nhiệt độ thấp hơn để đóng băng và sẽ tiếp tục rửa xuống bề mặt và thông qua các cống của một bị làm đá thương mại. Không khí và chất rắn không tan sẽ được rửa sạch đến mức độ như vậy mà trong các máy bay hơi ngang các nước có 98% chất rắn loại bỏ, kết quả là rất khó khăn, hầu như tinh khiết, nước đá rõ ràng. Trong thiết bị bay hơi dọc băng là nhẹ nhàng hơn, nhiều hơn như vậy nếu có các tế bào khối cá nhân thực tế. Máy nước đá thương mại có thể làm cho các kích cỡ khác nhau của băng như flakers, nghiền nát, khối lập phương, hình bát giác và ống.